# 昭和51年台風第17号
昭和51年台風第17号（しょうわ51ねんたいふうだい17ごう、国際名：フラン〔Fran〕）は、1976年（昭和51年）9月に発生し、日本全国に記録的な大雨をもたらした台風である。台風がもたらした降雨量の正式な統計は存在しないが、この台風の800億トンを超える降雨量は、おそらく歴代第1位とされる。

## 概要

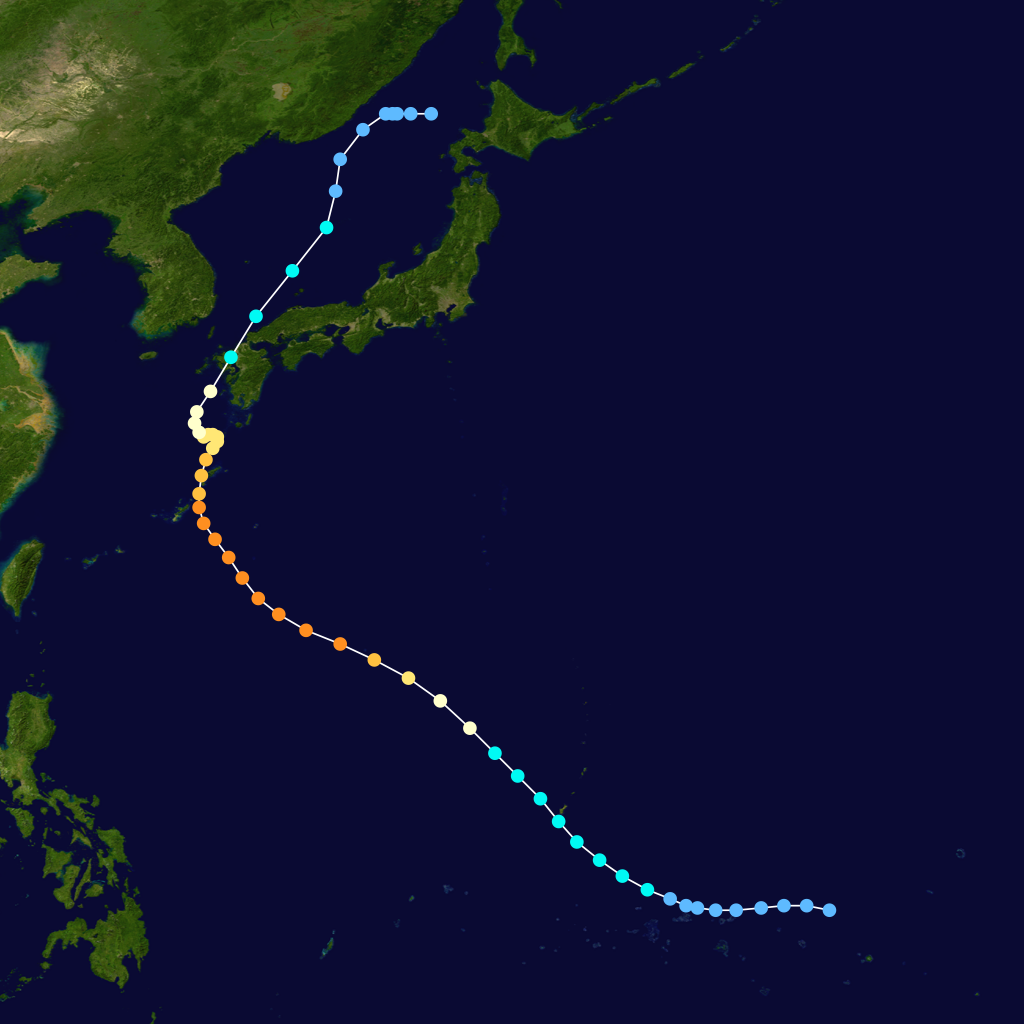
進路図

1976年9月3日、カロリン諸島東部に熱帯低気圧が発生し、4日にトラック島の北西海上で台風17号となる。17号は北西に進みながら急速に発達し、8日に最盛期を迎える。最盛期の中心気圧910hPa、最大風速は60m/sであった。9日に南西諸島を通過後、10日から12日朝までの間は、九州の南西海上でほとんど停滞。新聞では「のろま台風」として扱われた。
13日1時40分頃、17号は長崎県長崎市付近に上陸した。その後は日本海を北東に進むが、14日朝に温帯低気圧に変わる直前、秋田県の沖合付近で南側にUターンするという不思議な動きをした。

## 被害

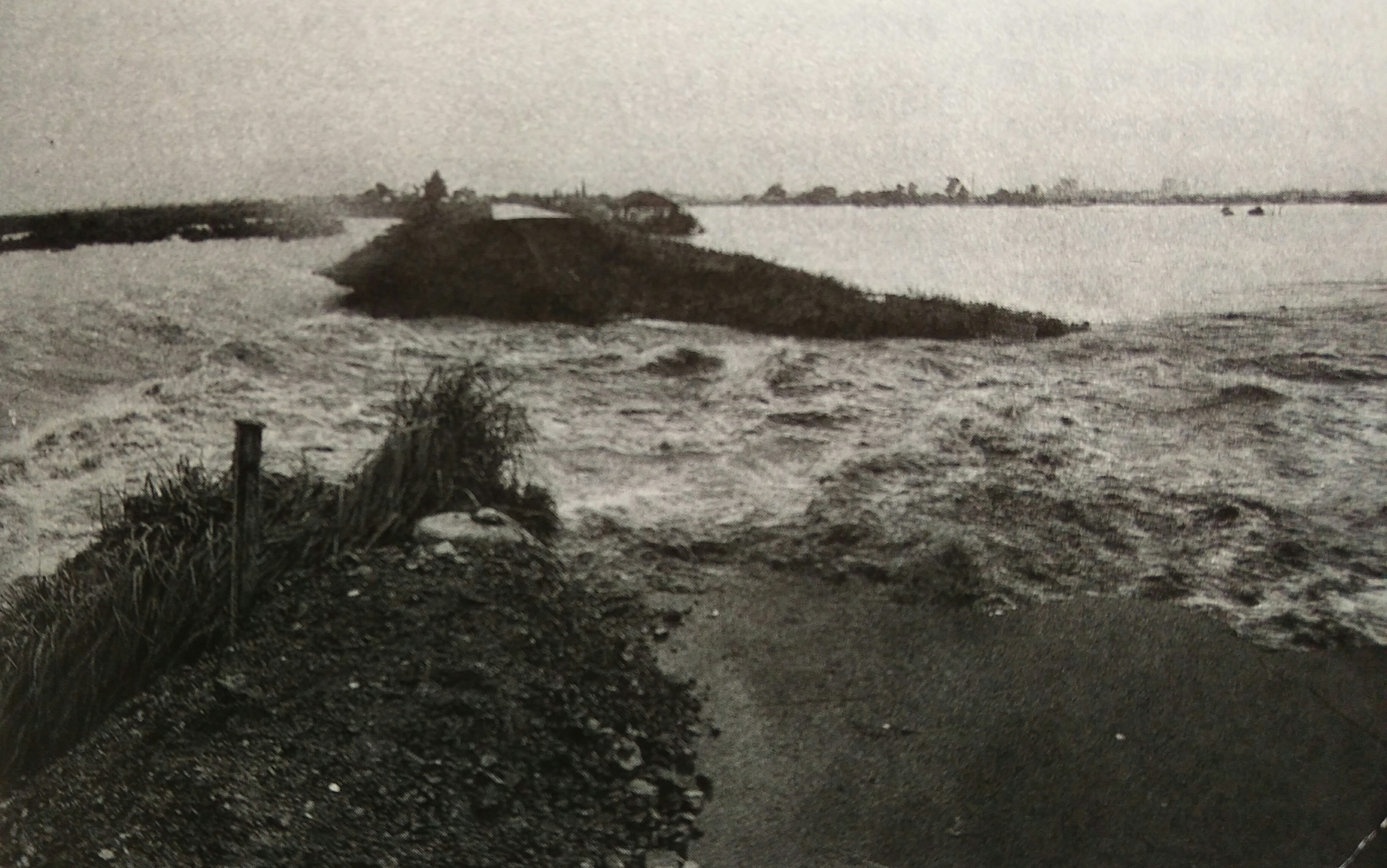
大規模な堤防の決壊が発生した長良川

台風の長期間の停滞と、前線の関東から四国付近での停滞によって全国的に大雨となり、土砂災害や洪水などの被害が多発した。九州から中部地方にかけては、期間降水量が500～1,000mmに達し、四国地方では2,000mmに達した所もあり、台風がもたらした総雨量は、834億トンに達した。総雨量1000mm以上を観測した地点は岐阜・三重・奈良・徳島・香川・愛媛・鹿児島県など、全部で23ヶ所にのぼる。
徳島県木頭村日早では、総雨量が2781mmに達した。
香川県小豆島内海町では、1328mmに達した。島内では土石流が続発して海岸沿いの集落が孤立、海上から巡視船による救出活動が行われた。
さらに岐阜県では、長良川の上流で1000mmを超える降水のため、安八郡安八町大森番場地内で右岸堤防が決壊、同町のほぼ全域が水没した。さらに水没地域は輪中内堤防を越えて隣の輪之内町や墨俣町へと拡大した。
9月13日、兵庫県一宮町（現：兵庫県宍粟市一宮）で山津波が発生。この時、8日からの降り始めからの降水量が637mmに達していた。6時50分に一次崩壊、9時20分に土砂が流出し20分後に泥流した土塊によって下三方小学校が60m流された。
- 死者 - 161名、行方不明 - 10名、負傷者 - 537名
- 住家全壊 - 1,669棟、住家半壊 - 3,674棟
- 床上浸水 - 101,103棟、床下浸水 - 433,392棟
- 耕地被害 - 80,304ha
- 船舶被害 - 237隻